# Eastmead & Biggs
Eastmead & Biggs war ein britischer Hersteller von Automobilen.

## Unternehmensgeschichte
Herr Eastmead stellte in Blackfriars Aufzüge her. T. J. Biggs konstruierte Kraftfahrzeuge. 1901 gründeten sie das gemeinsame Unternehmen in Frome zur Produktion von Automobilen. Der Markenname lautete Eastmead-Biggs. 1904 endete die Produktion, als Biggs zur Raleigh Cycle Company wechselte. Insgesamt entstanden drei Fahrzeuge.

## Fahrzeuge
Das erste Fahrzeug erhielt einen Einbaumotor von Simms Manufacturing. Der Motor leistete 3,5 PS. Das Fahrzeug wurde bei einem Feuer zerstört.
Das zweite Fahrzeug hatte erneut einen Motor von Simms, allerdings mit 8 PS Leistung. Das Getriebe kam von einem Hersteller aus Frankreich.
Das dritte Fahrzeug verfügte über einen Zweizylindermotor von Aster mit 8 PS Leistung. Getriebe, Hinterachse und Aufbau kamen ebenfalls aus Frankreich. Dieses Fahrzeug war jahrelang in Gebrauch.